# Клэй, Квин
Квин Кедит Ирз Клэй (англ. Queen Quedith Earth Claye; род. 10 сентября 1988, Loch Sheldrake, Нью-Йорк), в девичестве Харрисон (англ. Harrison) — американская легкоатлетка, специалистка по барьерному бегу. Выступала за сборную США по лёгкой атлетике в 2000-х и 2010-х годах, чемпионка Панамериканских игр, победительница ряда крупных стартов международного и национального значения, участница летних Олимпийских игр в Пекине.

## Биография
Квин Харрисон родилась 10 сентября 1988 года в статистически обособленной местности Лох-Шелдрейк округа Салливан, штат Нью-Йорк.
Занималась лёгкой атлетикой во время учёбы в старшей школе Hermitage High School в Ричмонде, штат Виргиния. Наибольших успехов добилась в барьерном беге, прыжках в длину и тройных прыжках.
Продолжила спортивную карьеру в Вирджинском техническом университете, состояла в местной легкоатлетической команде Virginia Tech Hokies, с которой успешно выступала на различных студенческих соревнованиях в США, в частности неоднократно выигрывала чемпионат Национальной ассоциации студенческого спорта (NCAA) в беге с барьерами на 60, 100 и 400 метров. Установила несколько университетских рекордов.
Первого серьёзного успеха на международном уровне добилась в сезоне 2007 года, когда вошла в состав американской сборной и выступила на юниорском панамериканском первенстве в Сан-Паулу, где выиграла серебряную медаль в барьерном беге на 100 метров и одержала победу в барьерном беге на 400 метров.
В 2008 году на национальном олимпийском отборочном турнире в Юджине с результатом 54,60 финишировала в беге на 400 метров с барьерами второй, уступив лишь Тиффани Уильямс, и тем самым удостоилась права защищать честь страны на летних Олимпийских играх в Пекине. На Олимпиаде в данной дисциплине дошла до стадии полуфиналов.
В 2010 году установила свой личный рекорд в 400-метровом барьерном беге (54,55), за выдающиеся спортивные результаты удостоилась премии «Бауэрман».
В 2011 году отметилась победой на Мемориале братьев Знаменских в Жуковском, бежала 400 метров с барьерами на чемпионате мира в Тэгу.
Пыталась пройти отбор на Олимпийские игры 2012 года в Лондоне, однако на отборочном турнире выступила неудачно.
В 2013 году на чемпионате США в Де-Мойне получила серебро в беге на 100 метров с барьерами, установив при этом свой личный рекорд — 12,43. На чемпионате мира в Москве стала в финале пятой.
В 2015 году среди прочего принимала участие в Панамериканских играх в Торонто, где превзошла всех соперниц в 100-метровом барьерном беге.
Была близка к попаданию на Олимпийские игры 2016 года в Рио-де-Жанейро, на олимпийском отборочном турнире в барьерном беге на 100 метров пришла к финишу четвёртой.
В 2018 году вышла замуж за партнёра по легкоатлетической национальной сборной Уилла Клэя и на дальнейших соревнованиях выступала под его фамилией.
В 2019 году на чемпионате мира по легкоатлетическим эстафетам в Иокогаме вместе с соотечественниками выиграла смешанную эстафету 4 × 110 метров с барьерами.
Завершила спортивную карьеру по окончании сезона 2021 года.